# Udlandsformue
Udlandsformuen betegner et lands nettotilgodehavende i andre lande, dvs. de aktiver, som landets indbyggere og institutioner ejer i andre lande fratrukket de aktiver, som udlandet ejer i det pågældende land.
Da udlandsformuen er et nettobegreb, kan et land godt have en negativ udlandsformue, hvilket er det samme som, at landet har udlandsgæld.

## Danmarks udlandsformue
Ved udgangen af 1. halvår 2019 havde Danmark en udlandsformue på 1616 mia. kr., svarende til 73 % af BNP. Hele den danske udlandsformue er stort set blevet bygget op siden begyndelsen af 2010, hvor formuen var på 15 mia. kr. Det er primært de løbende danske overskud på betalingsbalancen, der akkumuleret over tid har skabt udlandsformuen. Fra år til år kan kursgevinster eller -tab på de værdipapirer, som såvel aktiverne som passiverne består af, også give en mærbar forskel på den opgjorte udlandsformue. Disse værdireguleringer har dog en tendens til at udligne hinanden på længere sigt.
Udlandsformuen opgøres netto som forskellen på to bruttostørrelser, der hver for sig er betydeligt større. 1. juli 2019 havde danskerne tilsammen udenlandske tilgodehavender for 7.146 mia. kr., mens udlandet omvendt ejede tilgodehavender i Danmark for 5.530 mia. kr. Omkring en fjerdedel af de danske realkreditobligationer ejes således af udenlandske aktører. Samtidig ejede udenlandske investorer i 2019 49 pct. af det danske aktiemarked. Udlændinge ejede især aktier i de danske virksomheder; f.eks. var 74 pct. af Novo Nordisk-aktien på udenlandske hænder.

## Udlandsformuen i andre lande
I gennemsnit har alle verdens lande en udlandsformue på 0 kr., så den samlede udlandsformue for de lande, der har en positiv formue, må modsvare den samlede gæld for de lande, der har udlandsgæld.
Ved udgangen af 2018 havde Danmark den tredjehøjeste udlandsformue i EU, målt som andel af BNP (nemlig 63,1 %). Den højeste udlandsformue havde Holland (70,7 %), efterfulgt af Malta (63,3 %). På fjerdepladsen lå Tyskland med en udlandsformue på 61 %. Belgien, Luxembourg, Østrig og Sverige havde en lavere, men dog positiv udlandsformue, mens alle andre EU-lande havde netto-udlandsgæld på det pågældende tidspunkt.